# فرقة المشاة 389 (الفيرماخت)
فرقة المشاة 389 كانت فرقة ألمانية من الفيرماخت في الحرب العالمية الثانية، التي حاربت على سبيل المثال في معركة ستالينجراد. تم تشكيلها في 27 يناير 1942 في ميلويتز. 

## التاريخ
تم تشكيل فرقة المشاة 389 في 27 يناير 1942 كفرقة لموجة التعبئة الثامنة عشر في منطقة التدريب في ميلويتز بالقرب من براغ. كان شعار الفرقة هو " Der Sonne Rad mit Schild und Speer، dem Rhein، dem Reich zu Wehr und Ehr ". 
تم تشكيلها على أنها فرقة "Sturm- und Stoß" (بالإنجليزية: فرقة العاصفة والاندفاع)، الذي كان على جنوده أن يخضعوا لتدريب شاق وتجنيد طويل للقتال في الجزء الأول من الجبهة. كان معظم الجنود من المحاربين القدامى في الحملات السابقة على الجبهة الغربية وغزو بولندا. اعتبارًا من مايو 1942 فصاعدًا، تم استخدامها في معارك على الجبهة الشرقية كجزء من الجيش السادس تحت قيادة الجنرال دير بانزرتروب فريدريش بولس. بعد أن تولى القيادة في يناير 1942، شن الجيش الأحمر هجومًا بالقرب من مدينة خاركوف. تمكنت القوات الألمانية من صد الهجوم وشنت هجومًا مضادًا ناجحًا، حاصرت خلالها التشكيلات السوفيتية. في هذا الاشتباك، تكبد الجيش الأحمر خسائر فادحة. 

## القادة
- جينيرال لوتنانت إروين جانيك (فبراير 1942 - نوفمبر 1942)
- جنرال مايجور إريك ماغنوس (نوفمبر 1942 - يناير 1943)
- جنرال مايجور مارتن لاتمان (يناير 1943 - أبريل 1943)
- جنرال مايجور إروين جيرلاش (أبريل 1943 - نوفمبر 1943)
- جينيرال لوتنانت Kurt Kruse (نوفمبر 1943 - مارس 1944)
- جنرال مايجور بول هربرت فورستر (مارس 1944 - أبريل 1944)
- الجنرال دير إنفانتير والثر هام (أبريل 1944 - سبتمبر 1944)
- جينيرال لوتنانت فريتز بيكر (سبتمبر 1944 - النهاية)

## المؤلفات
- فيلهلم هوك ، Die deutschen Infanterie-Divisionen Aufstellungsjahre 1939-1945 ، Band 3 ، 1993 ، Podzun- Verlag ، (ردمك 3-7909-0476-7)    .
- David M. Glantz: Armageddon in Stalingrad: September-November 1942 (The Stalingrad Trilogy، Volume 2) . مطبعة جامعة كانساس ، لورانس 2009 ، (ردمك 978-0-7006-1664-0)    .
- ديفيد إم غلانتس مع جوناثان إم هاوس ، إلى أبواب ستالينجراد: العمليات القتالية السوفيتية الألمانية ، أبريل-أغسطس 1942 (ثلاثية ستالينجراد ، المجلد الأول) ، مطبعة جامعة كانساس ، لورانس 2009 ، (ردمك 978-0-7006-1630-5)    .
- Florian von und zu Aufsess، Die Anlagenbänder zu den Kriegstagebüchern der 6. Armee ، Band I ، Selbstverlag Schwabach 2006
- Florian von und zu Aufsess، Die Anlagenbänder zu den Kriegstagebüchern der 6. Armee ، Band II ، Selbstverlag Schwabach 2006
- Florian von und zu Aufsess، Die Anlagenbänder zu den Kriegstagebüchern der 6. Armee ، Band III ، Selbstverlag Schwabach 2006
- Janusz Piekalkiewicz ، Stalingrad ، Anatomie einer Schlacht ، 4. Auflage ، Heyne-Verlag München 1992 ، (ردمك 3-453-06012-1)
- Armeeoberkommando 6، Kriegstagebuch Nr. 12 فوم 23. ماي - 19. جولي 1942 ، Bundesarchiv -Militärarchiv Freiburg- ، RH 20-6 / 176
- Armeeoberkommando 6، Kriegstagebuch Nr. 13/1. فرقة فوم 20. جولي - 26. أغسطس ، Bundesarchiv -Militärarchiv Freiburg- ، RH 20-6 / 198